# Alf Collett
Alf Collett, född 8 augusti 1844 i Eidsvoll, död 1919 i Kristiania (nuvarande Oslo), var en norsk ämbetsman och personhistoriker.
Alf Collett var son till professorn Peter Jonas Collett och författaren Camilla Collett samt bror till Robert Collett. Han tog studentexamen 1861 och ämbetsexamen 1867. Fadern dog när Alf var sju år, varefter modern flyttade till Köpenhamn med Alf och den yngste brodern Emil.
Han var expeditionschef i Marinestyrelsen 1899–1919.
Han gifte sig med Mathilde Sophie Kallevig (1845–1915). Paret var barnlöst. Han testamenterade sin egendom till en stiftelse för planering och utsmyckning av offentliga platser i Oslo, som förvaltas av Selskapet for Oslo Byes Vel.